# Neanthes kerguelenensis
Neanthes kerguelenensis är en ringmaskart som först beskrevs av McIntosh 1885.  Neanthes kerguelenensis ingår i släktet Neanthes och familjen Nereididae. Inga underarter finns listade i Catalogue of Life.